# 室蘭本線列車對撞事故
室兰本线列车對撞事故是1947年（昭和22年） 3月31日在运输省铁道局（日本国铁）室兰本线发生的列车相撞事故。

## 概述
1947年3月31日下午5点43分左右，室兰本线的静狩站与小幌信号站之間，下行225次旅客列车（ C51型蒸汽机车235号牽引7辆車廂），與上行5388次臨時货物列车（D52型蒸汽机车47号牽引46辆车）發生對撞。事故發生前两列车的司機都發現前方有列車並紧急刹车，但为时已晚。兩列列車的机车都脱轨且严重受损。旅客列車前兩輛客車严重受损，货运列车第一节货车车厢（载煤）被卡在机车煤水车下，第二节车厢（载马）和第三节车厢（载煤）則爬到了煤水车上方，全部受损严重。事故造成 4 名乘客死亡，另有 60 名乘客和机组人员受伤，其中一些人伤势严重。

## 小幌信号站的特殊環境
室兰本线静狩站与小幌信号站之間地勢險峻，鐵路沿着內浦湾修建，為了通過陡峭悬崖而修建了多条隧道，並在這區間中利用有限的平地和空间設置了小幌信号站，其為所谓的「煙管型信号站」 。
小幌信號站共包括3条隧道，從長萬部方向起依次是美利加滨隧道、幌内隧道、礼文華山隧道。下行列车機車停車位置是進入礼文华山隧道口前，而上行列车機車停车位置是幌内隧道（長318公尺）與美利加濱隧道之间 20 公尺的空間。上行线的安全侧线在美利加濱隧道內，下行线則是在禮文華山隧道內安裝了脫軌轉轍器。
由於環境特殊，交換路牌將會十分困难，故設立信号站之時，静狩站—小幌信号站—礼文站之间就採取連動閉塞。
| ←旭浜信号場 ／長万部駅方面 | ←旭浜信号場 ／長万部駅方面 | ←旭浜信号場 ／長万部駅方面 | ←旭浜信号場 ／長万部駅方面 | ←旭浜信号場 ／長万部駅方面 | ←旭浜信号場 ／長万部駅方面 | ←旭浜信号場 ／長万部駅方面 |        |        |        |        |         |                     |                     |                     |                     |                     |                     |                     |        |        |          |         |      |      |      |              |              |              |              |              |              |              |              |            |            |            |                |                |                |                |                |                |                |                |                |              |              |              |              |                                              |                                              |                                              |                                              |                                              |                                              |                                              |                                              |                                              |                                              |                                              |                                              |              |              | 礼文駅／ 東室蘭駅 方面→ | 礼文駅／ 東室蘭駅 方面→ | 礼文駅／ 東室蘭駅 方面→ | 礼文駅／ 東室蘭駅 方面→ | 礼文駅／ 東室蘭駅 方面→ | 礼文駅／ 東室蘭駅 方面→ | 礼文駅／ 東室蘭駅 方面→ |
| ←旭浜信号場 ／長万部駅方面 | ←旭浜信号場 ／長万部駅方面 | ←旭浜信号場 ／長万部駅方面 | ←旭浜信号場 ／長万部駅方面 | ←旭浜信号場 ／長万部駅方面 | ←旭浜信号場 ／長万部駅方面 | ←旭浜信号場 ／長万部駅方面 | 静狩駅 | 静狩駅 | 静狩駅 | 静狩駅 | 静狩駅  | 静狩駅              | 静狩駅              | 静狩駅              | 静狩駅              | 静狩駅              | 静狩駅              | 静狩駅              | 静狩駅 | 静狩駅 | 静狩駅   |         |      |      |      |              |              |              |              |              |              |              |              |            |            |            |                |                |                |                |                |                |                |                | 小幌信号場     | 小幌信号場   | 小幌信号場   | 小幌信号場   | 小幌信号場   | 小幌信号場                                   | 小幌信号場                                   | 小幌信号場                                   | 小幌信号場                                   | 小幌信号場                                   | 小幌信号場                                   | 小幌信号場                                   | 小幌信号場                                   | 小幌信号場                                   | 小幌信号場                                   |                                              |                                              |              |              | 礼文駅／ 東室蘭駅 方面→ | 礼文駅／ 東室蘭駅 方面→ | 礼文駅／ 東室蘭駅 方面→ | 礼文駅／ 東室蘭駅 方面→ | 礼文駅／ 東室蘭駅 方面→ | 礼文駅／ 東室蘭駅 方面→ | 礼文駅／ 東室蘭駅 方面→ |
| ←旭浜信号場 ／長万部駅方面 | ←旭浜信号場 ／長万部駅方面 | ←旭浜信号場 ／長万部駅方面 | ←旭浜信号場 ／長万部駅方面 | ←旭浜信号場 ／長万部駅方面 | ←旭浜信号場 ／長万部駅方面 | ←旭浜信号場 ／長万部駅方面 |        |        |        |        | butoirg | voie                | voie                | voie                | courbebd            |                     |                     |                     |        |        |          |         |      |      |      |              |              |              |              |              |              |              |              |            |            |            |                |                |                |                |                |                |                |                |                |              |              |              |              |                                              |                                              |                                              |                                              |                                              |                                              |                                              |                                              |                                              |                                              |                                              |                                              |              |              | 礼文駅／ 東室蘭駅 方面→ | 礼文駅／ 東室蘭駅 方面→ | 礼文駅／ 東室蘭駅 方面→ | 礼文駅／ 東室蘭駅 方面→ | 礼文駅／ 東室蘭駅 方面→ | 礼文駅／ 東室蘭駅 方面→ | 礼文駅／ 東室蘭駅 方面→ |
| ←旭浜信号場 ／長万部駅方面 | ←旭浜信号場 ／長万部駅方面 | ←旭浜信号場 ／長万部駅方面 | ←旭浜信号場 ／長万部駅方面 | ←旭浜信号場 ／長万部駅方面 | ←旭浜信号場 ／長万部駅方面 | ←旭浜信号場 ／長万部駅方面 | voie   | voie   | voie   | sens2  | voie    | voie                | voie                | voie                | voie                | bifhg               | voie                | courbebd            |        |        |          |         |      |      |      |              |              |              |              |              |              |              |              |            |            |            |                |                |                |                |                |                |                |                |                |              |              |              |              |                                              |                                              |                                              |                                              |                                              |                                              |                                              |                                              |                                              |                                              |                                              |                                              |              |              | 礼文駅／ 東室蘭駅 方面→ | 礼文駅／ 東室蘭駅 方面→ | 礼文駅／ 東室蘭駅 方面→ | 礼文駅／ 東室蘭駅 方面→ | 礼文駅／ 東室蘭駅 方面→ | 礼文駅／ 東室蘭駅 方面→ | 礼文駅／ 東室蘭駅 方面→ |
| ←旭浜信号場 ／長万部駅方面 | ←旭浜信号場 ／長万部駅方面 | ←旭浜信号場 ／長万部駅方面 | ←旭浜信号場 ／長万部駅方面 | ←旭浜信号場 ／長万部駅方面 | ←旭浜信号場 ／長万部駅方面 | ←旭浜信号場 ／長万部駅方面 | quai   | quai   | quai   | quai   | quai    | ├○ 下本線出発信号機 | ├○ 下本線出発信号機 | ├○ 下本線出発信号機 | ├○ 下本線出発信号機 | ├○ 下本線出発信号機 | ├○ 下本線出発信号機 | ├○ 下本線出発信号機 | Dvoie  |        |          |         |      |      |      |              |              |              |              |              |              |              |              |            |            |            |                |                |                |                |                |                |                |                |                |              |              |              |              |                                              |                                              |                                              |                                              |                                              |                                              |                                              |                                              |                                              |                                              |                                              |                                              |              |              | 礼文駅／ 東室蘭駅 方面→ | 礼文駅／ 東室蘭駅 方面→ | 礼文駅／ 東室蘭駅 方面→ | 礼文駅／ 東室蘭駅 方面→ | 礼文駅／ 東室蘭駅 方面→ | 礼文駅／ 東室蘭駅 方面→ | 礼文駅／ 東室蘭駅 方面→ |
| ←旭浜信号場 ／長万部駅方面 | ←旭浜信号場 ／長万部駅方面 | ←旭浜信号場 ／長万部駅方面 | ←旭浜信号場 ／長万部駅方面 | ←旭浜信号場 ／長万部駅方面 | ←旭浜信号場 ／長万部駅方面 | ←旭浜信号場 ／長万部駅方面 | voie   | voie   | voie   | sensd  | voie    | voie                | voie                | voie                | voie                | voie                | voie                | voie                | voie   | bifhg  | bifbd    | butoird |      |      |      |              |              |              |              | 第二静狩隧道 | 第二静狩隧道 | 第二静狩隧道 | 第二静狩隧道 |            |            |            | 第一辺加牛隧道 | 第一辺加牛隧道 | 第一辺加牛隧道 | 第一辺加牛隧道 | 第一辺加牛隧道 |                |                |                |                | 美利加浜隧道 | 美利加浜隧道 | 美利加浜隧道 | 美利加浜隧道 |                                              | 幌内隧道                                     | 幌内隧道                                     | 幌内隧道                                     | 幌内隧道                                     |                                              | BV                                           |                                              |                                              |                                              | 礼文華山隧道                                 | 礼文華山隧道                                 | 礼文華山隧道 | 礼文華山隧道 | 礼文駅／ 東室蘭駅 方面→ | 礼文駅／ 東室蘭駅 方面→ | 礼文駅／ 東室蘭駅 方面→ | 礼文駅／ 東室蘭駅 方面→ | 礼文駅／ 東室蘭駅 方面→ | 礼文駅／ 東室蘭駅 方面→ | 礼文駅／ 東室蘭駅 方面→ |
| ←旭浜信号場 ／長万部駅方面 | ←旭浜信号場 ／長万部駅方面 | ←旭浜信号場 ／長万部駅方面 | ←旭浜信号場 ／長万部駅方面 | ←旭浜信号場 ／長万部駅方面 | ←旭浜信号場 ／長万部駅方面 | ←旭浜信号場 ／長万部駅方面 |        |        |        |        |         |                     |                     |                     |                     |                     |                     |                     |        |        |          | bifg    | voie | voie | voie | tunneld      |              | tunnelg      | voie         | tunneld      |              | tunnelg      | voie         | tunneld    |            | tunnelg    | voie           | tunneld        |                | tunnelg        | voie           | tunneld        |                | tunnelg        | voie           | tunneld      | voie         | bifbd        | voie         | tunnelg                                      | tunneld                                      | voie                                         | tunnelg                                      | voie                                         | sensd                                        | voie                                         | tunneld                                      | bifhd                                        | bifbg                                        | voie                                         | voie                                         | voie         | voie         | 礼文駅／ 東室蘭駅 方面→ | 礼文駅／ 東室蘭駅 方面→ | 礼文駅／ 東室蘭駅 方面→ | 礼文駅／ 東室蘭駅 方面→ | 礼文駅／ 東室蘭駅 方面→ | 礼文駅／ 東室蘭駅 方面→ | 礼文駅／ 東室蘭駅 方面→ |
| ←旭浜信号場 ／長万部駅方面 | ←旭浜信号場 ／長万部駅方面 | ←旭浜信号場 ／長万部駅方面 | ←旭浜信号場 ／長万部駅方面 | ←旭浜信号場 ／長万部駅方面 | ←旭浜信号場 ／長万部駅方面 | ←旭浜信号場 ／長万部駅方面 | voie   | voie   | voie   | sensg  | voie    | voie                | voie                | voie                | voie                | voie                | voie                | voie                | voie   | voie   | courbehd |         |      |      |      | 第一静狩隧道 | 第一静狩隧道 | 第一静狩隧道 | 第一静狩隧道 |              |              |              |              | 鼠ノ鼻隧道 | 鼠ノ鼻隧道 | 鼠ノ鼻隧道 | 鼠ノ鼻隧道     |                |                |                | 第二辺加牛隧道 | 第二辺加牛隧道 | 第二辺加牛隧道 | 第二辺加牛隧道 | 第二辺加牛隧道 |              |              | butoirg      | bifhg        | tunnelg                                      | tunneld                                      | voie                                         | tunnelg                                      | voie                                         | sensg                                        | voie                                         | tunneld                                      | courbehd                                     |                                              |                                              |                                              |              |              | 礼文駅／ 東室蘭駅 方面→ | 礼文駅／ 東室蘭駅 方面→ | 礼文駅／ 東室蘭駅 方面→ | 礼文駅／ 東室蘭駅 方面→ | 礼文駅／ 東室蘭駅 方面→ | 礼文駅／ 東室蘭駅 方面→ | 礼文駅／ 東室蘭駅 方面→ |
| ←旭浜信号場 ／長万部駅方面 | ←旭浜信号場 ／長万部駅方面 | ←旭浜信号場 ／長万部駅方面 | ←旭浜信号場 ／長万部駅方面 | ←旭浜信号場 ／長万部駅方面 | ←旭浜信号場 ／長万部駅方面 | ←旭浜信号場 ／長万部駅方面 | quai   | quai   | quai   | quai   | quai    | quai                | quai                | quai                | quai                | quai                | quai                |                     |        |        |          |         |      |      |      |              |              |              |              |              |              |              |              |            |            |            |                |                |                |                |                |                |                |                |                |              |              |              |              | ○┤ ○┤上本線出発信号（中継） 上本線出発信号機 | ○┤ ○┤上本線出発信号（中継） 上本線出発信号機 | ○┤ ○┤上本線出発信号（中継） 上本線出発信号機 | ○┤ ○┤上本線出発信号（中継） 上本線出発信号機 | ○┤ ○┤上本線出発信号（中継） 上本線出発信号機 | ○┤ ○┤上本線出発信号（中継） 上本線出発信号機 | ○┤ ○┤上本線出発信号（中継） 上本線出発信号機 | ○┤ ○┤上本線出発信号（中継） 上本線出発信号機 | ○┤ ○┤上本線出発信号（中継） 上本線出発信号機 | ○┤ ○┤上本線出発信号（中継） 上本線出発信号機 | ○┤ ○┤上本線出発信号（中継） 上本線出発信号機 | ○┤ ○┤上本線出発信号（中継） 上本線出発信号機 |              |              | 礼文駅／ 東室蘭駅 方面→ | 礼文駅／ 東室蘭駅 方面→ | 礼文駅／ 東室蘭駅 方面→ | 礼文駅／ 東室蘭駅 方面→ | 礼文駅／ 東室蘭駅 方面→ | 礼文駅／ 東室蘭駅 方面→ | 礼文駅／ 東室蘭駅 方面→ |
| ←旭浜信号場 ／長万部駅方面 | ←旭浜信号場 ／長万部駅方面 | ←旭浜信号場 ／長万部駅方面 | ←旭浜信号場 ／長万部駅方面 | ←旭浜信号場 ／長万部駅方面 | ←旭浜信号場 ／長万部駅方面 | ←旭浜信号場 ／長万部駅方面 | BV     | BV     | BV     |        |         |                     |                     |                     |                     |                     |                     |                     |        |        |          |         |      |      |      |              |              |              |              |              |              |              |              |            |            |            |                |                |                |                |                |                |                |                |                |              |              |              |              | ○┤ ○┤上本線出発信号（中継） 上本線出発信号機 | ○┤ ○┤上本線出発信号（中継） 上本線出発信号機 | ○┤ ○┤上本線出発信号（中継） 上本線出発信号機 | ○┤ ○┤上本線出発信号（中継） 上本線出発信号機 | ○┤ ○┤上本線出発信号（中継） 上本線出発信号機 | ○┤ ○┤上本線出発信号（中継） 上本線出発信号機 | ○┤ ○┤上本線出発信号（中継） 上本線出発信号機 | ○┤ ○┤上本線出発信号（中継） 上本線出発信号機 | ○┤ ○┤上本線出発信号（中継） 上本線出発信号機 | ○┤ ○┤上本線出発信号（中継） 上本線出発信号機 | ○┤ ○┤上本線出発信号（中継） 上本線出発信号機 | ○┤ ○┤上本線出発信号（中継） 上本線出発信号機 |              |              | 礼文駅／ 東室蘭駅 方面→ | 礼文駅／ 東室蘭駅 方面→ | 礼文駅／ 東室蘭駅 方面→ | 礼文駅／ 東室蘭駅 方面→ | 礼文駅／ 東室蘭駅 方面→ | 礼文駅／ 東室蘭駅 方面→ | 礼文駅／ 東室蘭駅 方面→ |

## 事故原因

### 小幌
事故當天，上行的5388次臨時貨運列車原定通過小幌號誌站，在靜狩站交會下行的225次客運列車。然而貨運列車的機車故障，列車比預定時間晚了約七分半鐘，並在小幌號誌站臨時停車。當時機車並不是停在正常的停車位置（駛出幌內隧道口、出發信號機前），而是停在進入幌內隧道內約50公尺處。
小幌號誌站的副站長來到機車旁詢問狀況，轉轍工也在附近等待指示。司機員與副站長對話提到「如果修理時間較長，就讓客運列車先行通過」，但轉轍工卻誤解了這句話，認為這是給了自己「讓客運列車先行通過」的指示。
轉轍工立即返回站房告訴等待指示的號誌員「客運列車先通過」。號誌員以為這是副站長的指令，便聯絡靜狩站取消上行貨運列車小幌→靜狩區間的閉塞許可，讓客運列車先行駛。但實際上副站長並沒有下達這些指示，也不知道車站同事們進行這些動作。
貨運列車機車很快就排除了故障，列車比預定時間晚點約10分鐘從小幌信號站出發。出發時，小幌信號站副站長和貨運列車司機員均確認出發信號機（位於機車當時位置前方約290米處）顯示為「進行」，但開動後不久由於蒸汽機車的煤煙，他們就看不到信號了。司機員通過出發信號機時也未再確認，便駕駛列車繼續前進。

### 靜狩
此時靜狩站號誌員已如前述接到小幌站的通知，完成聯絡手續，将小幌往靜狩上行货运列车的出发信号改为「停止」  ，並更改連動闭塞設定，將静狩往小幌方向下行旅客列车改為進行  。接著他們打算操作美利加濱隧道内的轉轍器以便讓静狩往小幌的旅客列车通過，但發現無法操作 。

### 小幌
小幌信號站的號誌員覺得不放心，向回到站房的副站长询问上行的货运列车的狀況。得知货运列车已经出發，他们立即操作闭塞装置，取消了下行旅客列车靜狩－小幌區間的闭塞许可，並聯絡静狩站，試圖阻止下行旅客列车開车。

### 靜狩
静狩站已經知道原定通過该站的上行货运列车晚点，下行旅客列车也比预定时间晚点约一分钟发车。旅客列車的司機員直到機車通過出發信號機，都確認號誌為「進行」。站长和副站长目送旅客列车出发，卻发现列车经过出发信号機时，信号变为「停止」 。不過列車長並未從列车探頭出來，他們認為已經來不及採取停止措施。
接著，静狩站收到小幌信号站的通知，要他們阻止下行旅客列车出发，但這時旅客列车已经開走了。当时的火車還沒有配備無線電设备，两个车站都無法與列車聯絡。
因此两列火车在兩站的中間位置附近迎面相撞。

## 事故后的對策
在小幌信号站，閉塞設備改造成與轉轍器連動；如果轉轍器並未朝指定方向開通，就無法進行閉塞作業。 但這種改造僅見於小幌信号站，并未普及。
此外，小幌號誌站的副站长、號誌員、轉轍工、货运列车司机、静狩站站长、副站长以及旅客列车列車長等，都受到了書面嚴厲警告。